# 竜沢駅
竜沢駅（りゅうたくえき）は北京市昌平区に位置する北京地下鉄13号線の駅。駅番号は1307。

## 駅構造

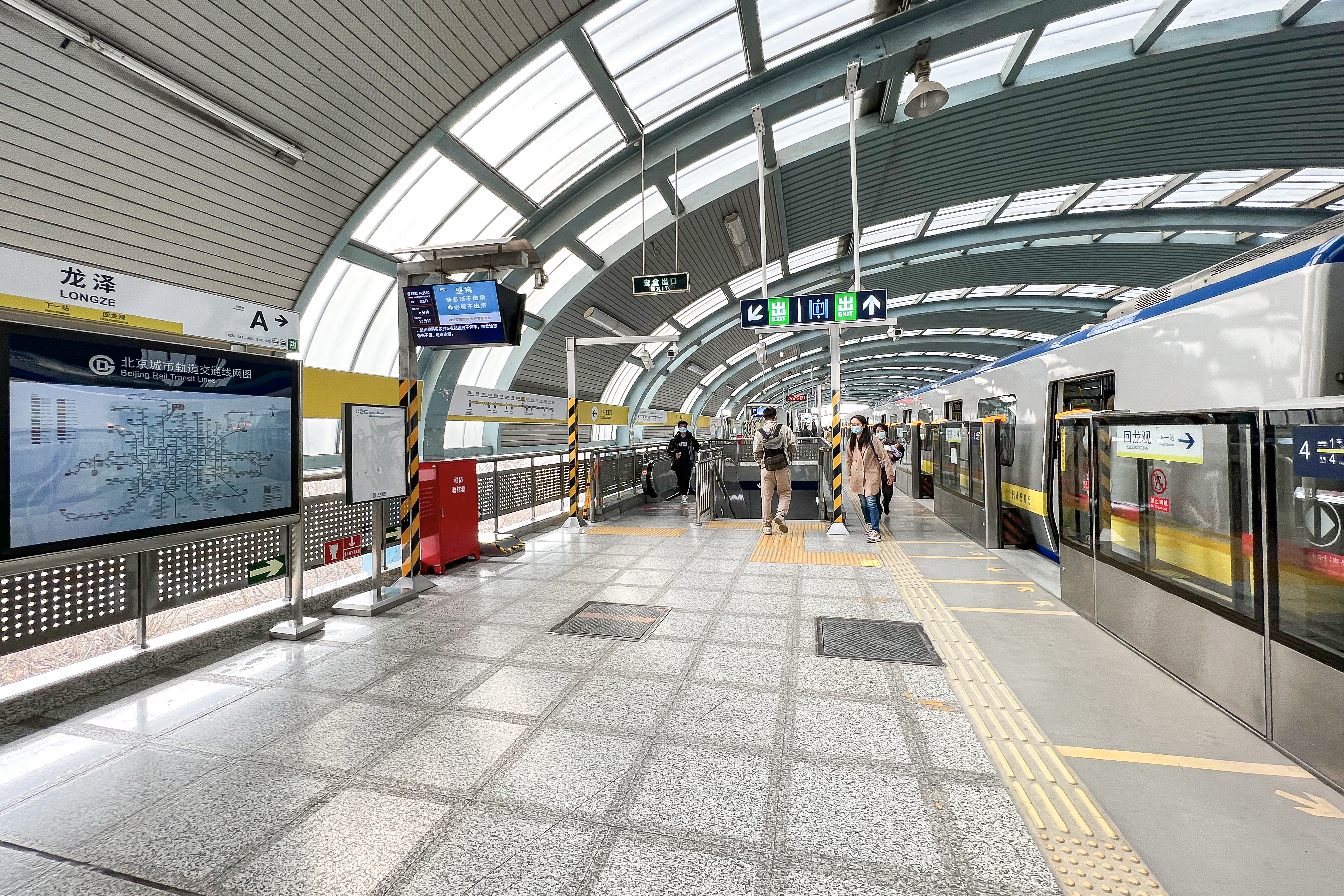
ホーム

相対式ホーム2面2線を有する高架駅。出口は1箇所ある。
| 13号線のりば | 相対式ホーム       |
| 13号線のりば | ←13号線 西直門方面 |
| 13号線のりば | 13号線 東直門方面→ |
| 13号線のりば | 相対式ホーム       |

## 駅周辺
当駅は八達嶺高速道路と並行している。
- 北京回竜沢医院
- 回竜観鎮

## 歴史
- 2002年9月28日 - 開業。

## 隣の駅
北京地下鉄
■13号線
西二旗駅 (1306) - 竜沢駅 (1307) - 回龍観駅 (1308)
座標: 北緯40度04分11秒 東経116度18分47秒 / 北緯40.06959度 東経116.31319度